# NGC 52
NGC 52 (PGC 978) es una galaxia espiral localizada en la constelación de Pegaso. Fue descubierto el 18 de septiembre de 1784 por William Herschel. Lo describió como "muy débil, pequeño, extendido".

## Características físicas
La galaxia tiene aproximadamente 150,000 años luz de diámetro. Esto lo hace, en comparación, aproximadamente 1.5 veces más grande que la Vía Láctea. La galaxia también tiene una galaxia elíptica satelital llamada PGC (Catálogo de Galaxias Principales) 1563523.